# Лукреция Семерджиева
Лукреция Петишева Семерджиева, по мъж Борис Петрова, е българска милосърдна сестра от Корпусът на милосърдните сестри на БЧК.
Сестра Лукреция Петишева Семерджиева е родена на 1 януари 1882 г. в град Болград. Първоначалното си образование е получава в Първа софийска гимназия. Медеицинското си образование продължава във френския колеж „Сен Жозеф“ в София, след това е постъпва в сестринското училище на Българското дружество „Червен кръст“ и завършва курса с отличие от втория негов випуск през 1902 г. Също така е работи и в Александровската болница – предимно в неговото хирургическо отделение.
След няколкогодишна служба като милосърдна сестра, през 1911 г. тя е продължава образованието си във Франция. Постъпва на обучение в акушерско училище Ecole d’ассоuchement de la Muteruite de Paris. Там завършва курса с много добър успех. През 1915 г. се омъжва за подполковник Борис Петров Семерджиев, роден в град Русе. от Пионерните войски. В 1926 г. постъпва отново като сестра-посетителка в болница „Червен кръст“ и продължила да работи до 1935 г., когато се пенсионира по болест и е настанена да живее като пансионер в „Сестрински дом“, учреден при дружеството „Червен кръст“.
Сестра Лукреция Семерджиева завършва Военната гимназия в град Воронеж и двегодишен курс във Военно-инженерното училище пак там. През 1907 г. се завръща в София и постъпва като доброволец в Първа пионерна дружина в София. Взима участие в Балканските войни (1912 – 1913) и в Първата световна война (1915 – 1918). През 1922 г. се включва в организацията по създаването на Железничарското училище в София. Член е на Радикалдемократическата партия в България и кореспондент на в. „Радикал“. Умира в София.

## Награди и отличия
Отличителна значка на милосърдна сестра, показала в периода на награждаване, качества на човеколюбие и грижи към ближния. Видът и формата на тази значка да се определят от Българското дружество „Червен кръст“.

## Дарителска дейност
Сестра Лукреция Петишева е образувала приживе няколко фонда с благотворителни цели:
- Направила е дарение на Българското дружество „Червен кръст“ имоти на стойност 750 000 лева за образуване фонд „Сестра Лукреция Петишева“, от който фонд ще се лекуват бедноболни.
- Дарение на Академията на науките – 70 000 лева за образуване фонд „Лукреция и Борис П. Семерджиеви“, от който фонд ще се награждават военни лица за съчинение по физикоматематически науки и сестри милосердни, проявили качества на человеколюбие, хуманност и добри грижи за болни.
- Дарение от 100 000 лева на Министерството на народното просвещение за образуване фонд „Капитан Юлиян К. Петишев“ в памет на убития ѝ брат, загинал през 1917 г., на 29 декември на кота 1050 и погребан в гр. Прилеп. От фонда ще награждават примерни и бедни ученици.